# Mineralització (sòl)

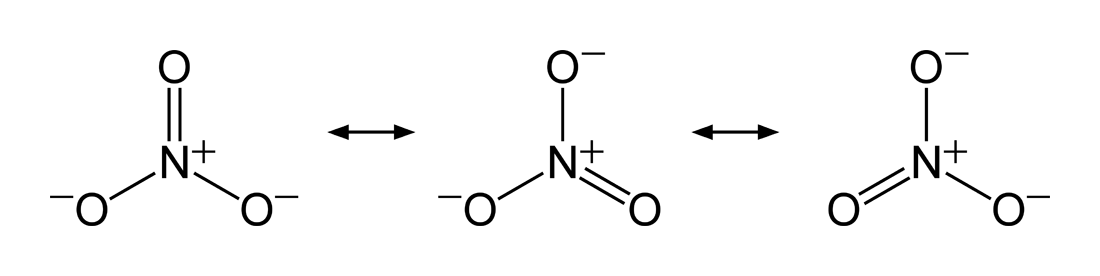
fórmula dels ions de nitrat

Mineralització del sòl en edafologia i pedologia ocorre quan els compostos químics presents en la matèria orgànica es descomponen o s'oxiden en formes accessibles per a les plantes per exemple per nitrificació. La mineralització és el procés oposat a la immobilització.
Els microorganismes del sòl (principalment fongs i bacteris) que actuen sobre la matèria orgànica tenen un gran paper (90%) en la mineralització, però també hi actuen les condicions fisicoquímiques de cada tipus de sòl. La matèria orgànica del sòl es compon principalment de residus morts de plantes i animals i de productes excretats per éssers vius, que gràcies a la mineralització passaran a convertir-se en formes inorgàniques (minerals). Perquè es produeixi la mineralització calen condicions adequades de temperatura i humitat (en ambients de clima mediterrani pot quedar aturada a l'estiu, en climes molt freds no es produeix).

## Classificació del residus orgànics del sòl
Diferents tipus de microorganismes actuaran en la mineralització segons el grau de degradibilitat: 
- Fàcilment degradables
- Moderadament degradables
- Difícilment degradables

La taxa d'oxidació d'elements biològicament importants com el nitrogen, el carboni, el sofre, el fòsfor, etc. durant la mineralització és de gran importància per a les plantes, i són els microorganismes els que fan que siguin disponibles (en la forma química adient) per a la vegetació. Després, amb la mort de les plantes, el cicle torna a començar en l'anomenat procés biogeoquímic, que és essencial per a mantenir la vida a la Terra.

## El cas de la mineralització del nitrogen
La mineralització de la matèria orgànica comporta l'alliberament de grans quantitats de nitrogen soluble, cosa que contribueix a la contaminació difusa. Per exemple, la quantitat i la taxa de mineralització del nitrogen sovint afecta la productivitat i la persistència d'un prat fet d'una barreja de gramínies i lleguminoses.